# Fausta (film)
Pour les articles homonymes, voir Fausta (homonymie).
Pour plus de détails, voir Fiche technique et Distribution.
Fausta (La teta asustada) est un film hispano-péruvien sorti en 2009, deuxième long-métrage de la réalisatrice Claudia Llosa.
Inspiré de faits réels qui ont eu lieu pendant le conflit interne au Pérou entre 1980 et 1992, ce film raconte l'histoire d'une jeune fille marquée par ces événements. Fausta évoque cette période pour approfondir dans l'histoire des survivants et de la génération suivante. Le film a été projeté pour la première fois le 12 février 2009, pendant le 59° Festival de Berlin, où il a été récompensé de l'Ours d'or. Il a été aussi distingué par d'autres nombreux prix dans le monde entier avant d'avoir été nommé aux Oscars 2010 dans la catégorie « Meilleur film en langue étrangère ».

## Contexte
Entre 1980 et 1992, le Pérou a connu une période de violence terroriste, surtout dans la région montagneuse des Andes, à cause des actions du groupe maoïste Sentier lumineux et de la réponse des forces paramilitaires et des forces armées de l’État. En 1990, le conflit armé est arrivé à la ville de Lima, la capitale du Pérou. Le film de Claudia Llosa fait référence à une croyance populaire selon laquelle le traumatisme des femmes ayant subi un viol par des soldats serait transmis par le lait à ses enfants, d’où « La teta asustada », le titre en espagnol, ou « Le sein effrayé ». Cette période de violence affecte encore non seulement ceux qui l’ont subi, mais aussi la génération suivante.
Le film est basé sur le livre Entre Prójimos de Kimberly Theidon, Professeure au Département d’Anthropologie de l’Université de Harvard, et directrice de Praxis, Institut pour la Justice Sociale. Ce livre rassemble beaucoup de témoignages des femmes violées pendant cette période et des victimes de la violence en général. Le film de Llosa est une tentative de répondre aux témoignages de ces victimes.

## Synopsis
Le film raconte l'histoire de Fausta (Magaly Solier), une jeune fille qui souffre de la maladie du « Sein effrayé ». Selon une croyance populaire, cette étrange maladie est transmise par le lait des mères ayant été violées par des soldats entre les années 1980-1992. Cette période correspond aux luttes anti-subversives menées par le Gouvernement péruvien contre des guérillas maoïstes dans les Andes.
Comme des milliers de personnes, Fausta s’est installée avec sa mère dans un bidonville de la périphérie de Lima, pour échapper à la violence des guérillas et de l’Armée. La mère de Fausta meurt, et celle-ci décide de faire le voyage de retour à son village pour l’enterrer. Sans argent pour y parvenir, Fausta se met au service d’une riche aristocrate comme femme de ménage. 
Mais Fausta n’est pas une fille normale. Sa maladie fait d’elle une personne très peureuse, surtout des hommes. Le viol qu’a subi sa mère est à l’origine de son caractère introverti. Pour éviter toute tentative de viol, Fausta garde une pomme de terre dans son vagin et ne parle jamais aux inconnus.
Mais ce nouveau travail l’oblige à traverser toute la ville pour se rendre chez Aída, une femme issue de l’aristocratie de Lima et pianiste en manque d’inspiration. Elle doit maintenant éviter les gens qu’elle rencontre sur le chemin et dans la riche maison d’Aida, où il y a toujours des hommes au travail. Entre autres, Fausta fait la connaissance de Noé, le jardinier, un homme qui lui montre que tous les hommes ne sont pas dangereux, au moins pas lui.
Très vite se noue une relation entre la maîtresse de la maison et la nouvelle femme de ménage. Fausta a l’habitude de répéter les chansons que sa mère lui chantait dans leur langue, le quechua, et Aida remarque avec bienveillance sa belle voix. Elle lui propose un marché : pour chaque chanson que Fausta aura chanté, elle recevra une perle.
Mais la santé de Fausta se dégrade, car la pomme de terre a commencé à pourrir, et l’avidité d’Aida ne tarde pas à se dévoiler. Pour son dernier concert, elle adapte au piano une chanson de Fausta sans lui demander et la renvoie de son emploi quand la fille se rend compte du plagiat.
Fausta revient chez Aida pour prendre toutes les perles qui lui appartiennent, et se réveille dans un lit d’hôpital, après avoir subi une opération. Noé l’a retrouvée allongée par terre après s’être évanouie, et l’a amenée à l’hôpital, où les médecins ont retiré la pomme de terre.
Avec l’argent des perles, Fausta pourra enfin partir à son village et enterrer sa mère. Une fois sur le chemin, elle voit le désert et la mer, et descend avec le cadavre de sa mère, qu’elle laissera partir dans l’eau.

## Fiche technique
- Titre original : La teta asustada
- Titre en France : Fausta
- Réalisation : Claudia Llosa
- Scénario : Claudia Llosa
- Musique : Selma Mutal
- Photographie : Natasha Braier
- Montage : Frank Gutiérrez
- Sociétés de production :
  - Production : Wanda Visión (Espagne)
  - Coproduction : Oberon Cinematográfica (Espagne) et Vela Producciones (Pérou)
- Sociétés de distribution : Jour2Fête (France) ; K-Films Amérique (Québec)
- Pays d'origine :  Espagne -  Pérou
- Langues originales : espagnol et quechua
- Format : couleurs - 1,85:1 - Son Dolby SR
- Durée : 93 minutes
- Dates de sortie : 
  - Allemagne : 12 février 2009 (Berlinale)
  - Espagne : 13 février 2009
  - Pérou : 12 mars 2009
  - France : 17 juin 2009 (soutien à l'exploitation par Touscoprod.com[1]).
  - Québec : 23 octobre 2009

## Distribution
- Magaly Solier : Fausta
- Susi Sánchez : Aída
- Marino Ballón : oncle Lúcido
- Efarín Solís : Noé
- Bárbara Lazón : Perpetua
- María del Pilar Guerrero : Máxima
- Delci Heredia : Carmela
- Karla Heredia : Severina
- Fernando Caycho : Melvin
- Edward Llungo : Marcos

## Bande Originale
La musique de Fausta regroupe des chansons de la culture populaire péruvienne et des compositions de Magaly Solier avec des paroles de Claudia Llosa.

### Titres
1. Quizás algún día, interprété par Magaly Solier 
(Magaly Solier)
2. Tapón, interprété par Magaly Solier 
(Magaly Solier)
3. Lavar tu ropa, interprété par Magaly Solier
(Magaly Solier)
4. Cerveza, interprété par Los Destellos 
(Ricardo Oliver López)
5. Amor por qué matas, interprété par Los Destellos
(Oscar Emilio Casas Miguel)
6. Heridita, interprété par Magaly Solier
(Magaly Solier)
7. Caminito Serrano, interprété par Los Destellos - 3:02 
(Enrique Delgado Montes)
8. Elsa, interprété par Los Destellos - 3:40
(Tomás Rebata)
9. Horizontes, interprété par Los Destellos - 3:40
(Luis Chamorro)
10. Sirena, interprété par Magaly Solier
(Selma Mutal)
11. Boquita de bombón, interprété par Los Pakines 
(José Augusto Torres Liza)
12. Palomita, interprété par Magaly Solier 
(Magaly Solier)
13. Jardín, interprété par Magaly Solier
(Magaly Solier)
14. La muerte del preso que se fugó por ir a bailar, interprété par Los Destellos - 3:07 
(Enrique Delgado Montes)
15. La negra, la china, la chola, la rubia 
(Luis Javier Amorrortu et Gustavo Araníbar)
16. Guachimán, interprété par La Sarita (es) 
(Julio Llosa, Martín Choi)
17. Cada vez que te hago el amor, interprété par Los Pakines 
(Víctor Barrientos Vásquez)

Source : Imdb.

## Accueil

### Accueil critiques
La critique internationale parle de Fausta en très bons termes. Pour la première fois un film péruvien a remporté l’Ours d’Or à Berlin et a été nommé aux Oscars.
Pourtant, des nombreuses polémiques autour du film dans son pays d’origine se sont relayées pour montrer le mécontentement d’un secteur de la population péruvienne. Le film est accusé de raciste (nota), il se voit reprocher la représentation qu’il fait de la pauvreté du pays (nota), et même son succès dans les Festivals internationaux est critiqué.

### Distinctions
Fausta est le premier film péruvien à avoir obtenu une si grande reconnaissance internationale. Il a été proposé pour une récompense une quinzaine de fois dans différents festivals du monde entier.
Il a été sélectionné à la Berlinale, où il a reçu notamment l'Ours d'Or au Meilleur Film en 2009 et il a été proposé aux Oscars du Cinéma, dans la catégorie Meilleur Film en Langue Étrangère.
| Année                                                   | Catégorie                                     | Proposé/s                                    | Résultat               |
| ------------------------------------------------------- | --------------------------------------------- | -------------------------------------------- | ---------------------- |
| Festival international du film de femmes de Salé 2009   | Grand-prix                                    | Claudia Llosa                                | Remporté               |
| 2009 Festival International du Film de Berlin           | Ours d'Or                                     | Claudia Llosa                                | Remporté               |
| 2009 Festival International du Film de Berlin           | FIPRESCI                                      | Claudia Llosa                                | Remporté               |
| 2009 Festival international du film de Guadalajara      | Meilleur film                                 | Claudia Llosa                                | Remporté               |
| 2009 Festival international du film de Guadalajara      | Meilleure Actrice                             | Magaly Solier                                | Remporté               |
| 2009 Festival du Film de Montréal                       | Meilleure Actrice                             | Magaly Solier                                | Remporté               |
| 2009 Festival du Film de Montréal                       | Meilleur Film                                 | Claudia Llosa                                | Remporté               |
| 2009 Festival de Lima                                   | Meilleur Film Péruvien                        | Claudia Llosa                                | Remporté               |
| 2009 Festival de Lima                                   | Prix CONACINE                                 | Claudia Llosa                                | Remporté               |
| 2009 Festival de Lima                                   | Meilleure Actrice                             | Magaly Solier                                | Remporté               |
| 2009 Festival du film de Bogota                         | Meilleur Film                                 | Claudia Llosa                                | Remporté               |
| 2009 Festival de Cinéma de La Havane                    | Meilleur Film, Meilleure Direction Artistique | Claudia Llosa Susana Torres y Patricia Bueno | Remporté               |
| 2009 Association Péruvienne de Presse Cinématographique | Meilleur Long-métrage Péruvien                | Claudia Llosa                                | Remporté               |
| 2009 Festival des frères Manaki                         | Golden Camera 300                             | Natasha Braier                               | Remporté               |
| 2010 Prix Goya                                          | Meilleur Film Hispano-Américain               | Claudia Llosa                                | Nommé                  |
| 2010 Oscars du Cinéma                                   | Meilleur film en langue étrangère             | Claudia Llosa                                | Nommé                  |
| 2010 Premio Ariel                                       | Meilleur Film Hispano-Américain (es)          | Claudia Llosa                                | Nommé[réf. nécessaire] |